# 6315-ös mellékút (Magyarország)
A 6315-ös számú mellékút egy majdnem pontosan tizenkét kilométer hosszú, négy számjegyű mellékút Tolna vármegye középső részén. Gyönk városát köti össze a 65-ös főúttal és Hőgyésszel, feltárva az útjába eső két kisebb települést is.

## Nyomvonala
A 6313-as útból ágazik ki, néhány lépéssel annak a 12. kilométere után, Gyönk központjában, dél felé. József Attila utca néven indul, 1,1 kilométer után hagyja el a kisváros lakott területeit, onnan a fő iránya délnyugati lesz. 1,7 kilométer után lép át Szakadát területére, 2,5 kilométer után éri el a község házait, ahol előbb Ady Endre utca, majd Fő utca lesz a települési neve. A község déli szélén húzódik végig és 3,5 kilométer teljesítése után lép ki a lakott területek közül.
4,6 kilométer után lépi át Diósberény határát, ennek belterületét 5,2 kilométer után éri el: a központig Kossuth utca, utána Iskola utca az itteni települési neve. Hetedik kilométere után lép ki a település házai közül, tizedik kilométerénél pedig már Hőgyész határánál jár. Ez utóbbi település lakott területének északi peremén torkollik bele a 65-ös főútba, annak 28+400-as kilométerszelvényénél.
Teljes hossza, az országos közutak térképes nyilvántartását szolgáló kira.gov.hu adatbázisa szerint 12,020 kilométer.

## Települések az út mentén
- Gyönk
- Szakadát
- Diósberény
- Hőgyész